# Hazfi Cup
Der Hazfi Cup, besser bekannt als Jam Hazfi (persisch جام حذفی, DMG Ǧām-i ḥaẕfī), ist der iranische Fußball-Pokalwettbewerb. Er wird seit 1976 jährlich ausgespielt. In den Jahren 1978 bis 1985 wurde der Cup wegen der Islamischen Revolution nicht abgehalten, auch in den Jahren 1992, 1993 und 1998 fand er nicht statt.

## Modus
Im Laufe der Jahre wurde der Modus des Pokalwettbewerbes mehrfach zwischen Einzelspielen und einem Hin- und Rückspielsystem gewechselt. Ab der Spielzeit 2005/2006 sollte pro Runde eine Partie gespielt werden sowie ein Finale auf neutralem Boden. Dabei wurde in der ersten Saison mit dieser Regel kurzfristig wieder auf ein Finale mit Hin- und Rückspiel zurückgeschaltet, da die Behörden des ersten Endspielortes Maschhad die Austragung des Pokalendspiels ablehnten. Seit der Saison 2011/2012 wird das Finale wieder in einem typischen Endspiel entschieden. Zudem treffen jetzt die unterklassigen Klubs zuerst aufeinander, ehe ab Runde 3 die Mannschaften der Azadegan League und in der fünften Runde (Runde der letzten 32) die der Iran Pro League hinzustoßen. Alle Begegnungen werden in einer Partie entschieden.
Der Wettbewerb hat an Bedeutung gewonnen, seitdem dem Sieger ein Startplatz in der AFC Champions League zusteht.

## Bisherige Ausgaben
| Saison    | Gewinner              | Ergebnis              | Finalist                |
| --------- | --------------------- | --------------------- | ----------------------- |
| 1975/76   | Malavan Anzali        | 4:1                   | Tractor Sazi Täbris     |
| 1976/77   | Taj Teheran           | 2:0                   | Homa Teheran            |
| 1978–1985 | Keine Austragung      | Keine Austragung      | Keine Austragung        |
| 1986/87   | Malavan Anzali        | 2:0                   | FC Kheybar Khorramabad  |
| 1987/88   | Persepolis Teheran    | 1:0                   | Malavan Anzali          |
| 1988/89   | Shahin Ahvaz          | 5:3                   | Malavan Anzali          |
| 1989/90   | Malavan Anzali        | 6:5 n. E.             | Esteghlal Teheran       |
| 1990/91   | Persepolis Teheran    | 2:1                   | Malavan Anzali          |
| 1991–1993 | Keine Austragung      | Keine Austragung      | Keine Austragung        |
| 1993/94   | Saipa Teheran         | 1:1                   | Jonoob Ahvaz            |
| 1994/95   | FC Bahman Karadsch    | 2:1                   | Tractor Sazi Täbris     |
| 1995/96   | Esteghlal Teheran     | 5:1                   | Bargh Schiras           |
| 1996/97   | Bargh Schiras         | 3:0 n. E.             | FC Bahman Karadsch      |
| 1997/98   | Keine Austragung      | Keine Austragung      | Keine Austragung        |
| 1998/99   | Persepolis Teheran    | 2:1                   | Esteghlal Teheran       |
| 1999/2000 | Esteghlal Teheran     | 3:1                   | FC Bahman Karadsch      |
| 2000/01   | Fajr Sepasi           | 3:1                   | Zob Ahan Isfahan        |
| 2001/02   | Esteghlal Teheran     | 4:3                   | Fajr Sepasi             |
| 2002/03   | Zob Ahan Isfahan      | 6:5 n. E. (2:2) (2:2) | Fajr Sepasi             |
| 2003/04   | Sepahan Isfahan       | 5:2                   | Esteghlal Teheran       |
| 2004/05   | Saba Battery Teheran  | 4:2 n. E. (1:1) (1:1) | Abu Moslem Mashhad      |
| 2005/06   | Sepahan Isfahan       | 4:2 n. E. (1:1) (1:1) | Persepolis Teheran      |
| 2006/07   | Sepahan Isfahan       | 4:0                   | Saba Battery Teheran    |
| 2007/08   | Esteghlal Teheran     | 3:1                   | Pegah Gilan             |
| 2008/09   | Zob Ahan Isfahan      | 5:2                   | Rah Ahan Tehran         |
| 2009/10   | Persepolis Teheran    | 4:1                   | Gostaresh Foolad Tabriz |
| 2010/11   | Persepolis Teheran    | 4:3                   | Malavan Anzali          |
| 2011/12   | Esteghlal Teheran     | 4:1 i. E. (0:0) (0:0) | Shahin Bushehr          |
| 2012/13   | Sepahan Isfahan       | 4:2 i. E. (2:2) (0:1) | Persepolis Teheran      |
| 2013/14   | Tractor Sazi Täbris   | 1:0                   | Mes Kerman              |
| 2014/15   | Zob Ahan Isfahan      | 3:1                   | Naft Teheran            |
| 2015/16   | Zob Ahan Isfahan      | 1:1 n. V.; 5:4 i. E.  | Esteghlal Teheran       |
| 2016/17   | Naft Teheran          | 1:0                   | Tractor Sazi Täbris     |
| 2017/18   | Esteghlal Teheran     | 1:0                   | FC Khooneh Be Khooneh   |
| 2018/19   | Persepolis Teheran    | 1:0                   | Damash Gilan            |
| 2019/20   | Tractor Sazi Täbris   | 3:2                   | Esteghlal Teheran       |
| 2020/21   | Foolad FC             | 0:0 n. V.; 4:2 i. E.  | Esteghlal Teheran       |
| 2021/22   | FC Nassaji Mazandaran | 1:0                   | Aluminium Arak FC       |
| 2022/23   | FC Persepolis         | 2:1 n. V.             | Esteghlal Teheran       |